# Črešnjevo
Črešnjevo falu Horvátországban, Varasd megyében. Közigazgatásilag  Beretinechez  tartozik.

## Fekvése
Varasdtól 7 km-re délnyugatra a Drávamenti-síkság szélén fekszik.

## Története
A falunak 1857-ben 214, 1910-ben 469 lakosa volt. 1920-ig Varasd vármegye Varasdi járásához tartozott, majd a Szerb-Horvát Királyság része lett. 2001-ben 209 háza és 824 lakosa volt.

## Nevezetességei
- Mihály arkangyal tiszteletére szentelt kápolnája.
- A falu mellett egy dombon, kis park közepén áll Šaulovec kastélya.[2] Šaulovec nevét Kis Saulról kapta, akit 1283-ban a falu birtokosaként említenek. III. Ferdinánd király 1653-ban kelt oklevele, mely a Kiseket megerősíti Črešnjevo és Šaulovec birtokában az idők viharában elveszett. Az eredetileg a 16. században épített nemesi kúriát 1791-ben Kis Antal bővíttette és építtette át korszerű barokk kastéllyá. 1902-ben Kis Károly és felesége Anna egy bécsi építész tervei alapján historizáló stílusban építtette át, ekkor kapta mai formáját. Az egyemeletes kastély téglalap alaprajzú. Legrégibb része a földszint közepe az előtérrel és az ide nyíló szobákkal és az alagsorral. Ezekben fennmaradt az eredeti barokk boltozat. Ehhez épült hozzá később a két rizalittal tagolt torony és az emelet. A kastély berendezése a 20. század elején készült.

## Külső hivatkozások
- A község hivatalos oldala